# Anthyllis hamosa
Anthyllis hamosa là một loài thực vật có hoa trong họ Đậu. Loài này được Desf. miêu tả khoa học đầu tiên.